# Obenc

L'obenc és el núm. 10

 S'anomena obenc cada un dels cables grossos amb què se sosté i manté un pal o masteler de l'extrem superior prop de la cofa fins als dos costats de la coberta (i travessant-la al buc) del vaixell.
Els obencs poden ser dobles o simples. Sobre aquests, es forma a cada banda de qualsevol pal o masteler quan estan ja amb el grau de tibantor que convé, una espècie d'escala per on pugen i baixen els mariners per a l'execució de les maniobres a la part alta dels pals emprant a aquest efecte un cap prim anomenat baiba, que es fa ferm d'obenc a obenc horitzontalment en parts proporcionals.
Els obencs constitueixen amb els estais la part més important del sistema de subjecció i seguretat de l'eixàrcia i per això figura en primer lloc entre les principals peces de l'aparell i formen part generalment del que s'anomena eixàrcia morta  o ferma per a distingir-la de l'eixàrcia de treball.